# Burakumin
Burakumin (部落民, bokstavligen "folk tillhörande liten by"), i modern tid oftare kallat hisabetsu buraku (被差別部落, bokstavligen "diskriminerad liten by") är en social minoritetsgrupp i Japan som under många århundraden utsatts för omfattande diskriminering. De som under 1600-talet utförde arbeten som ansågs "orena" eller förbjudna av shinto eller buddhismen – såsom slakt, garvning, handhavande av döda djur och städning av tempel – kallades för eta (穢多, "extrem smuts") och hinin (非人, "icke-mänsklig"). Diskriminering och stigmatisering av individer som utförde sådana arbeten förekom redan under den japanska medeltiden, men under Edoperioden började hela familjenamn betraktas som "orena", utifrån vad enskilda personer inom familjen arbetade med. Den samhällsklass som därmed bildades, som blev den lägsta klassen i det japanska samhället, kom att kallas "burakumin".
I modern tid betraktas "burakumin" som en nedsättande term, varför minoritetsgruppen oftare kallas hisabetsu buraku (被差別部落) - "diskriminerad buraku". Om än att diskriminering av hisabetsu buraku numera är olaglig, och mycket politiska resurser har ägnats åt att förbättra villkoren för hisatsu buraku, förblir minoritetsgruppen stigmatiserad och diskriminerad i det japanska samhället. Flera organisationer i Japan, såsom Buraku Kaihō Dōmei (部落解放同盟, även kallad "Buraku Liberation League"), arbetar för att förbättra levnadsvillkoren för och minska stigmatiseringen av hisatsu buraku.
Hisabetsu buraku har under lång tid varit tätt förbundna med den buddhistiska riktningen jodoshinshu. Av alla hisabetsu buraku år 1932, tillhörde omkring 85% någon av de två huvudgrenarna av jodoshinshu. Enligt Ugo Dessì kan detta delvis bero på att under Edoperioden överlät det regerande Tokugawa-shogunatet tempel i burakumin-områden till jodoshinshu, för att bättre kontrollera dem. Dessì menar dock att jodoshinshu även kan ha tilltalat dåtidens burakumin till följd av de egalitära doktrinerna. Trots detta så bidrog jodoshinshu-institutionerna under Edoperioden till att upprätthålla den sociala hierarkin. Tempel i burakumin-områden benämndes som eji (穢寺, "förorenade tempel"), präster i sådana tempel kallades esō (穢僧, "förorenad präst"), och i fall då burakumin tillhörde samma tempel som andra samhällsklasser, fick burakumin endast sitta på "etaza" (穢多座, "extremt smutsig sittplats"). Jodoshinshu-institutionerna kom dock senare, likt det övriga japanska samhället, att ändra sin ställning till burakumin.
1922 grundade Saikō Mankichi tillsammans med andra jodoshinshu-buddhister Zenkoku Suiheisha (全国水平社). Organisationen var till en början kritisk till religion, eftersom jodoshinshu-institutionerna fram till dess hade varit förhållandevis inaktiva i att förbättra villkoren för hisabetsu buraku, men grundarna hämtade ändå inspiration från grundaren Shinrans egalitära ideal. Zenkoku Suiheisha kom senare att lägga grunden för Buraku Kaihō Dōmei, en av de större moderna organisationerna i Japan som arbetar för att förbättra villkoren för hisabetsu buraku. Till följd av påtryckningar från bland annat Buraku Kaihō Dōmei, kom jodoshinshu-institutionerna under 1900-talet att engagera sig i att minska stigmatiseringen av hisabetsu buraku.